# Балирак-Момюсон
Балира́к-Момюсо́н (фр. Baliracq-Maumusson) — коммуна во Франции, находится в регионе Аквитания. Департамент — Атлантические Пиренеи. Входит в состав кантона Тер-де-Люи и Кото-дю-Вик-Бий. Округ коммуны — По.
Код INSEE коммуны — 64090.

## География

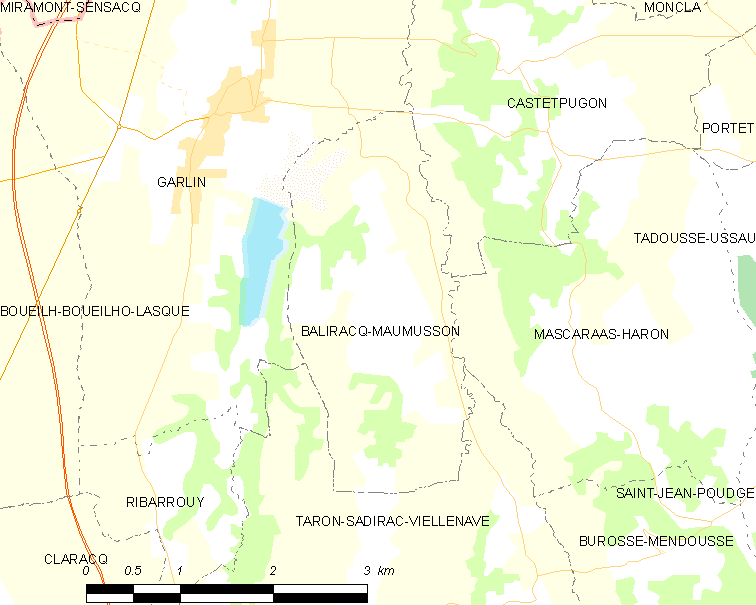
Карта коммуны

Коммуна расположена приблизительно в 630 км к югу от Парижа, в 150 км южнее Бордо, в 29 км к северо-востоку от По.
По территории коммуны протекает река Леес.

### Климат
Климат тёплый океанический. Зима мягкая, средняя температура января — от +5°С до +13°С, температуры ниже −10 °C бывают редко. Снег выпадает около 15 дней в году с ноября по апрель. Максимальная температура летом порядка 20-30 °C, выше 35 °C бывает очень редко. Количество осадков высокое, порядка 1100 мм в год. Характерна безветренная погода, сильные ветры очень редки.

## Население
Население коммуны на 2010 год составляло 145 человек.
| 1962 | 1968 | 1975 | 1982 | 1990 | 1999 | 2010 |
| ---- | ---- | ---- | ---- | ---- | ---- | ---- |
| 149  | 123  | 111  | 124  | 113  | 115  | 145  |

## Администрация
| Период | Период | Фамилия        | Партия | Примечания |
| ------ | ------ | -------------- | ------ | ---------- |
| 1947   | 1989   | Альбер Сансус  |        |            |
| 1989   | 2014   | Иван Дювьо     |        |            |
| 2014   | 2020   | Сильвен Сержан |        |            |

## Экономика
В 2010 году среди 88 человек трудоспособного возраста (15-64 лет) 67 были экономически активными, 21 — неактивными (показатель активности — 76,1 %, в 1999 году было 70,6 %). Из 67 активных жителей работали 64 человека (33 мужчины и 31 женщина), безработных было 3 (1 мужчина и 2 женщины). Среди 21 неактивных 9 человек были учениками или студентами, 11 — пенсионерами, 1 был неактивным по другим причинам.

## Достопримечательности
- Церковь Св. Петра (XI век)[4]

## Фотогалерея

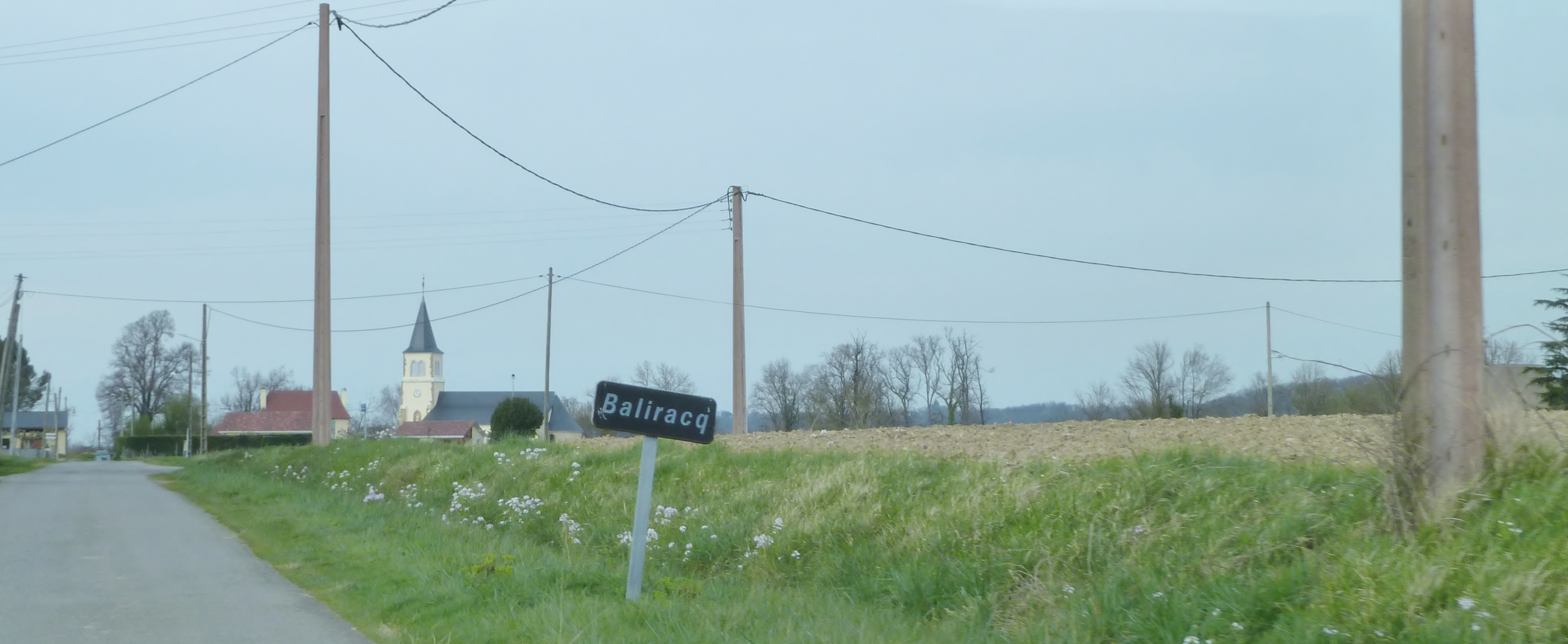
Въезд в Балирак
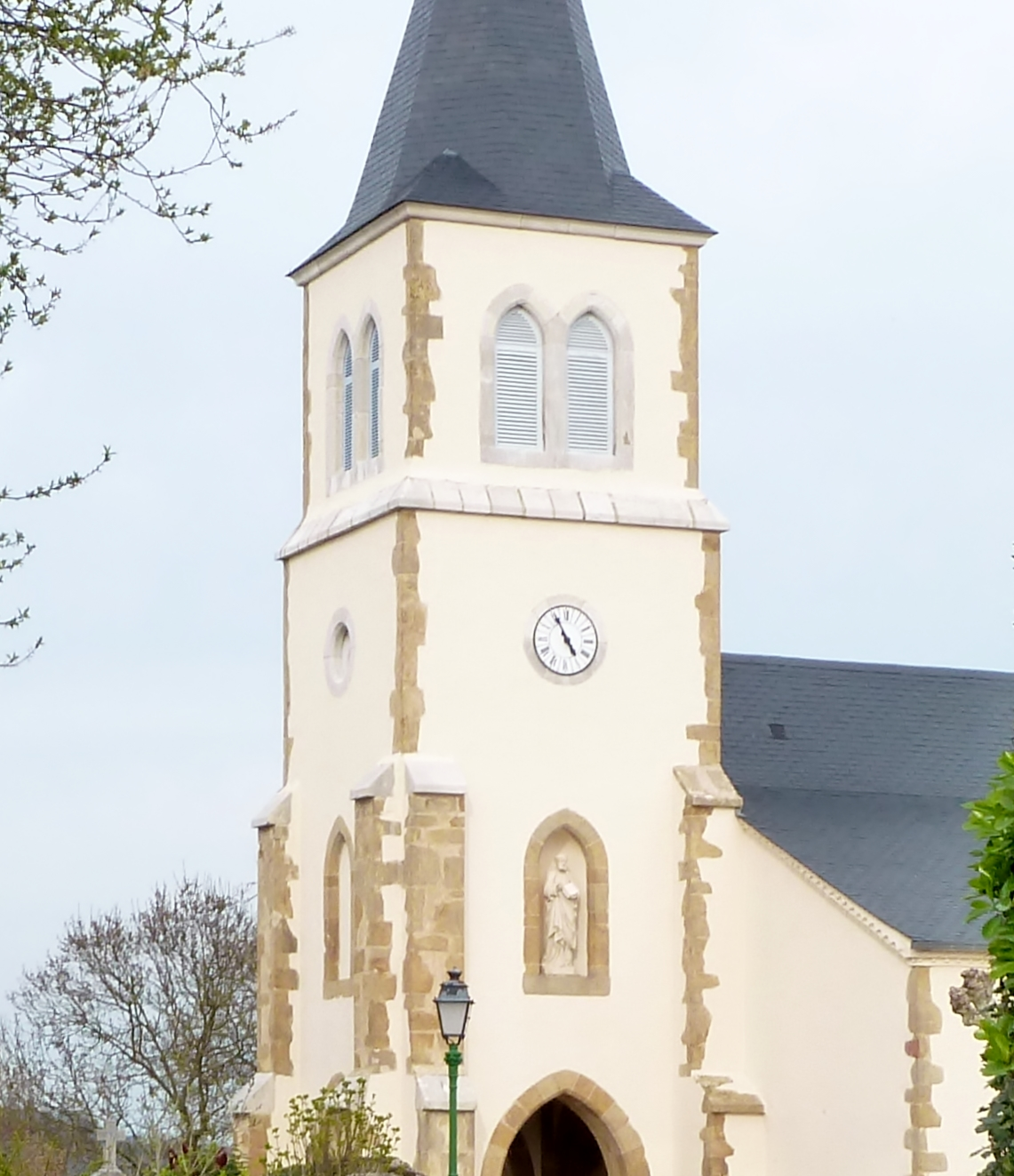
Церковь Св. Петра
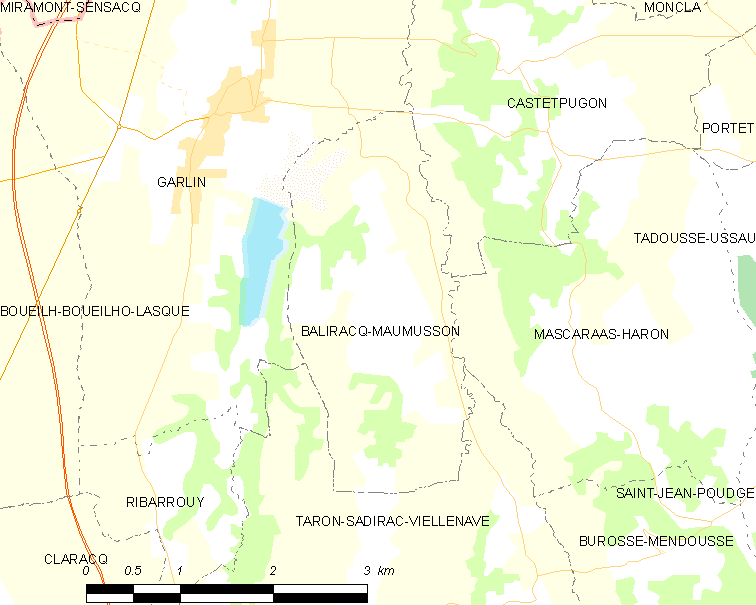
Карта коммуны